# Stage technique international d'archives
 (décembre 2016).
Si vous disposez d'ouvrages ou d'articles de référence ou si vous connaissez des sites web de qualité traitant du thème abordé ici, merci de compléter l'article en donnant les références utiles à sa vérifiabilité et en les liant à la section « Notes et références ».
Le stage technique international d'archives,  est un programme de formation en archivistique dispensé à Paris et en régions à destination d'archivistes francophones du monde entier.

## Origines
Créé en 1951 par Charles Braibant, directeur des Archives de France, le stage technique international d'archives était conçu à l'origine comme stage d'application pour les élèves de l'École nationale des chartes et des archivistes étrangers. Il était destiné à aider les archivistes de tous les continents à reconstituer le patrimoine écrit après la Seconde Guerre mondiale.
Depuis cette date, le stage a accueilli plus de trois mille participants français et étrangers.

## Le stage aujourd'hui
Aujourd'hui, le stage international s'adresse chaque année à plus de trente professionnels venus des cinq continents, archivistes travaillant dans des institutions nationales ou locales, publiques ou privées du monde entier. D'une durée de cinq semaines, ce stage francophone se déroule en avril et se compose d'un cycle de conférences, séminaires, tables rondes, travaux par groupes, visites à Paris et en régions et des travaux pratiques individuels. Chaque stagiaire a ainsi la possibilité de :
- partager des expériences avec des professionnels français et étrangers
- découvrir les pratiques françaises et étrangères
- échanger tout au long du stage sur les pratiques et expériences de chaque stagiaire au cours d'exposés ou de groupes de travail thématiques
- participer à des débats sur tous les aspects de nos métiers
- intégrer un riche réseau international professionnel et humain pour le reste de sa carrière

### Attribution de bourses
Le cas échéant, une bourse de séjour peut être sollicitée auprès du Service de coopération et d'action culturelle (SCAC) de l'ambassade de France du pays d'origine. Ces bourses sont accordées au cas par cas. Dans ce cas, le bulletin de candidature au STIA est à adresser obligatoirement au SCAC de l'ambassade de France du pays d'origine au plus tard le 15 octobre, accompagné d'une lettre de motivation. L'obtention des bourses s'effectue après examen approfondi et concerté par l'Ambassade et bilan avec le candidat.